# Monteverdi Marittimo
Monteverdi Marittimo es una localidad italiana de la provincia de Pisa, región de Toscana, con 753 habitantes.

Ubicación de la ciudad de Monteverdi Marittimo dentro de la provincia de Pisa.

## Historia
El municipio de Monteverdi Marittimo, conserva restos antiguos, de hecho, se han encontrado  ruinas de una calzada romana y otras ruinas, pero los orígenes del pueblo se encuentran a cargo de la fundación del monasterio de San Pietro en Palazzuolo,  se produjo en la Edad Media 754 dC la labor de la noble Lombard hijo  del administrador Ratgauso  de Pisa, Wilfrido (San Walfredo), conocido como el fundador de la familia Pisani que será conocido más tarde como la Gherardesca, que se obtiene la investidura por el rey de la lombardos Astolfo , el sucesor del rey Liutprando.
El castillo fue construido antes de Monteverdi Mille, pero seguramente después de la Abadía, la historia del monasterio y el castillo no siempre está ido de la mano, de hecho, mientras que los habitantes de la villa se rindió a Volterra, los monjes de benedictino  de Saint Peter se pusieron bajo la protección de la Massa Marittima. A raíz de Volterra tomó el control de todo el territorio. En 1360 el monasterio fue atacado y dañado por República de Pisa  durante los enfrentamientos con la República de Florencia, esta vez en el monasterio se han sumado a la Congregación de vallombrosani.
Monteverdi fue intermitente, gobernado por la Señoría de Florencia, Piombino, y finalmente sometieron a los florentinos de Monteverdi en 1472 durante la conquista de Volterra.
El monasterio fue perdiendo importancia hasta su abandono en 1561, solicitando la transferencia de los monjes en el castillo de Monteverdi, pero a condición de que considera que el título de San Pietro, este nuevo monasterio se limitaba a un hogar con dos o tres monjes de 'abadía de Vallombrosa, y usted tiene noticias hasta el 1700.
En 1665 en Gran Duque de Toscana Fernando II de Médicis ' erigido en el territorio de Monteverdi feudo del Gran Ducado incluyendo las Canneto, y las casas de campo de Gualdo y Caselli , el envío a la noble familia de las reuniones de Volterra, en favor de la CAPV. El entonces senador Fernando reuniones.
El pueblo es uno de los que tomaron mayor ventaja de las reformas Leopoldina a cabo en 1776 por Pedro Leopoldo de Lorena. Con la abolición de la tierra feudal, a raíz de la nueva rediseñado por Gran Ducado de Toscana, el castillo de Monteverdi en el hecho de obtener la autonomía deseada. 
El dominio continuó hasta principios de 1800 hecho de Lorena, como en el resto de la Toscana, el territorio fue invadido por las tropas francesas en la estela de Napoleón Bonaparte, que ocuparon el territorio y allí permaneció hasta el 1814. 
A partir de 1815 Monteverdi Marittimo regresó al Gran Ducado de Toscana recto aún administrativamente bajo el Pisa Lorena, en 1837 pasó bajo la administración de la Gran Ducado compartimento Grosseto, donde permaneció hasta su anexión por el Reino de Italia se produjo en las manos del rey Vittorio Emanuele II de Saboya, volviendo administrativamente conforme a la nueva Pisano Provincia de Pisa. 
Testimonio del período de Lorena es la capilla del Santísimo Sacramento de la 1751 con la ubicación dentro de los restos de San Walfredo. 
En el corazón de Monteverdi se pueden ver ejemplos importantes de la arquitectura, como la iglesia de San Andrés, fundada en el siglo XIV, que tiene una fachada decorada con una hermosa cerámica policroma de la famosa escuela de Della Robbia.

## Evolución demográfica
| Gráfica de evolución demográfica de Monteverdi Marittimo entre 1861 y 2001 |
|                                                                            |
| Fuente ISTAT - Elaboración gráfica por parte de Wikipedia                  |

## Iglesias
- Iglesia de San Lorenzo en Canneto.
- Iglesia de Sant 'Andrea (Monteverdi Marittimo).
- Oratorio del Santísimo Sacramento (Monteverdi Marittimo).
- Monasterio de San Pedro en Palazzuolo.

## Celebración
- Fiesta de San Walfredo.

La Fiesta de San Walfredo se celebra cada primer domingo de agosto en honor de la noble fundador de la Abadía de St. Peter Lombard en Palazzuolo.